# Paluchy (strongman)

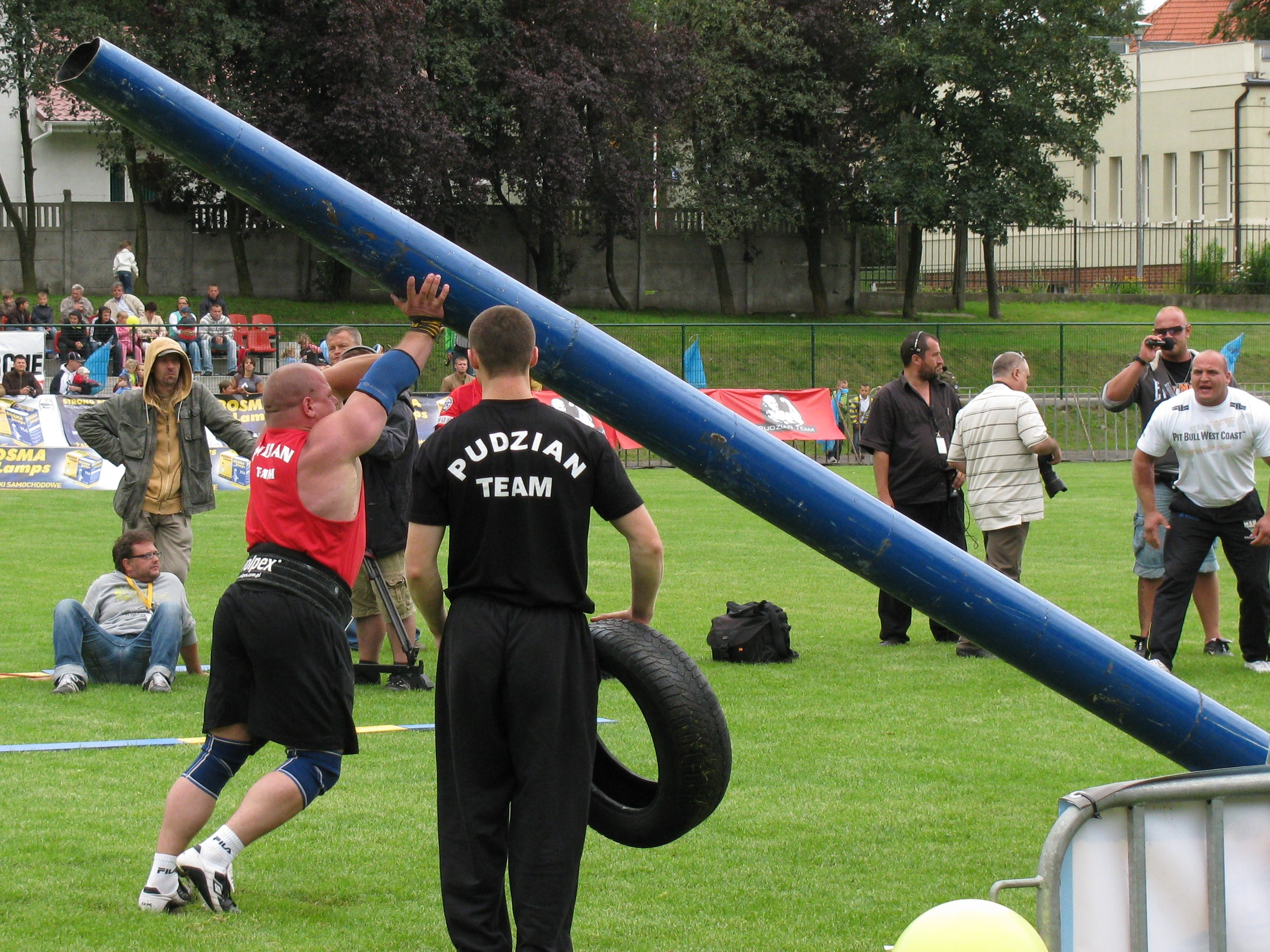
Podnoszenie „palucha”.

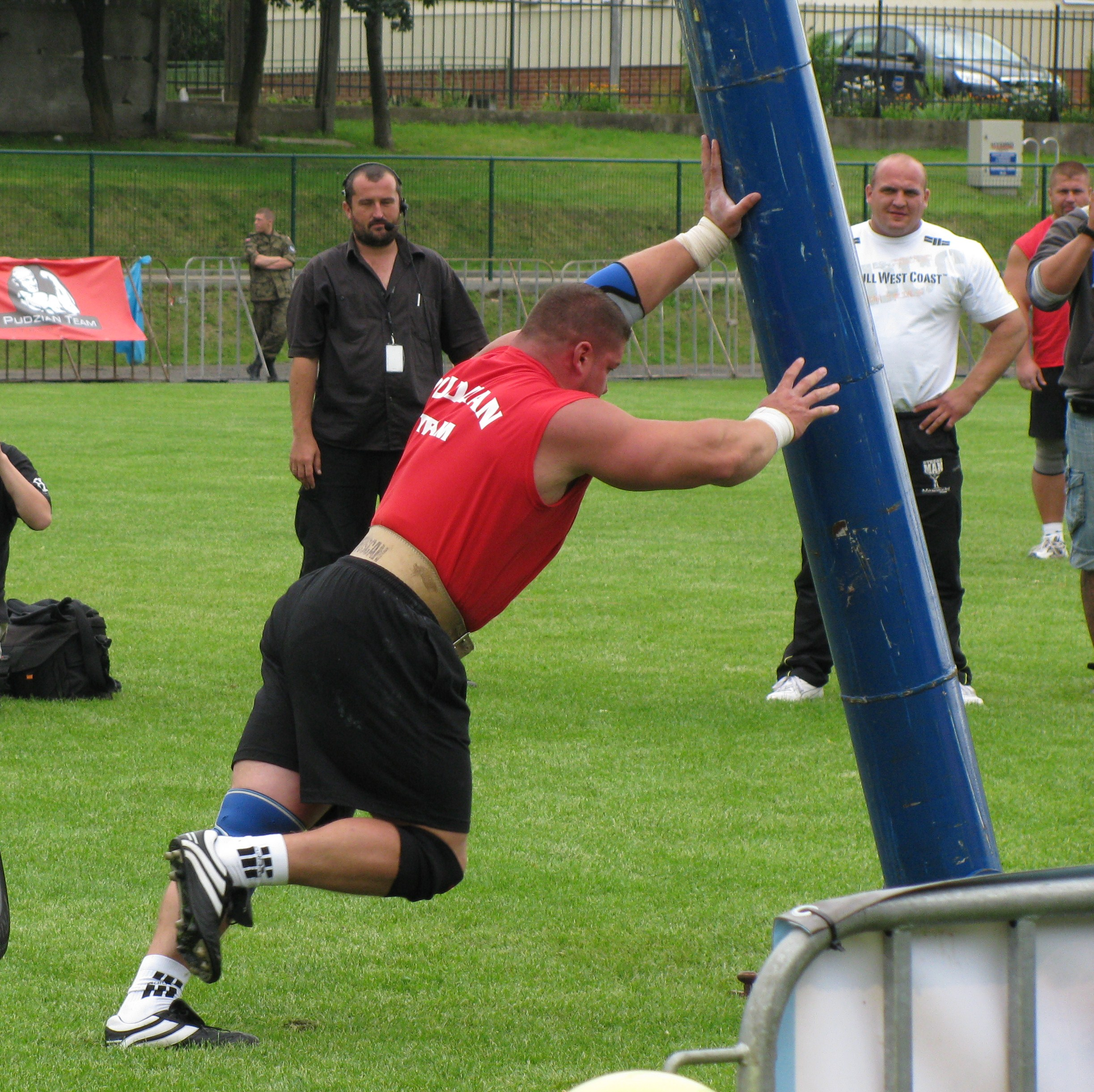

Paluchy (ang. Fingal’s Fingers) – konkurencja zawodów siłaczy.
Zadaniem zawodnika jest podniesienie oburącz z podłoża słupa, zwanego „paluchem”, przytwierdzonego jednym końcem do podstawy, za pomocą zawiasu i obróceniu go o kąt 180 stopni, w jak najkrótszym czasie. Konkurencja rozgrywana jest w określonym czasie. Długość „paluchów” wynosi najczęściej od 3,50 do 5,50 m.
Konkurencja jest rozgrywana w dwóch wariantach:
- z użyciem wielu „paluchów” (najczęściej używa się czterech lub pięciu słupów o ciężarze od 200 kg do 300 kg);
- z użyciem jednego „palucha” (jest to wariant ekonomiczny, w którym używa się tylko jednego słupa, o stałym ciężarze, który zawodnik obraca kilkukrotnie).

## Rekordy świata
- Aktualny rekord świata w należy do Žydrūnasa Savickasa ( Litwa):

podczas indywidualnych Mistrzostw Świata Strongman 2009 przerzucił pięć „paluchów” ważących 200 kg, 225 kg, 250 kg, 275 kg i 320 kg, w czasie 28,69 s.